# 三重師範学校
三重師範学校（みえしはんがっこう）は第二次世界大戦中の1943年（昭和18年）に、三重県に設置された師範学校である。
本項は、三重県師範学校・三重県女子師範学校などの前身諸校を含めて記述する。

## 概要
1875年（明治8年）設立の（旧・三重県）師範有造学校を起源として、三重県師範学校・三重県女子師範学校の統合・官立移管により設置され、男子部・女子部を置いた。
第二次世界大戦後の学制改革で新制三重大学学芸学部（現・教育学部）の前身の一つとなった。同窓会は「三重大学教育学部同窓会」と称し、旧制（三重師範・三重青師）・新制（学芸学部・教育学部）合同の会である。

## 沿革

### 旧・三重県立、度会県立並設期

#### 度会県師範学校、師範有造学校
- 1873年12月5日：度会県、仮講習所を開設。
  - 下馬所前野町（現・伊勢市豊川町）の旧師職 山田大路篤丸邸。修業期間は約1週間、20歳以上対象。
- 1874年
  - 2月：度会県、仮講習所を教員講習所と改称。
  - 4月：度会県、教員講習所を宮崎文庫に移転 （現・伊勢市岡本、豊宮崎文庫跡）。
  - 8月：度会県、教員講習所を度会県師範学校と改称。
    - 正規教員を招聘。修業期間は 4ヶ月（1875年5月から8ヶ月）、18歳以上対象。宮崎小学校を附属小学校に。

  - 9月：度会県師範学校、岡本町の上部貞亨宅に移転（現・津地裁伊勢支所付近）。
- 1875年5月20日：三重県、旧藩校有造館跡に師範有造学校を設立。
  - 津城内、現・NTT西日本三重支店付近。修業期間は 4 - 6ヶ月、20 - 40歳対象（1875年12月から18歳以上対象）。安濃津小学校を附属小学校に。
- 1876年1月：度会県師範学校、新校舎竣工。

### 三重県立期

#### 津師範学校、山田師範学校
- 1876年
  - 9月20日：旧・師範有造学校を津師範学校、旧・度会県師範学校を山田師範学校と改称。
    - 1876年4月に度会県が三重県に合併されたことによる措置。

  - 11月：三重県、師範学校 2校の規則を統一。
    - 修業年限は下等8ヶ月・上等1年。入学資格は18歳以上40歳未満。

  - 12月19日：伊勢暴動で山田師範学校校舎焼失。生徒は津師範学校に収容。

#### 旧・三重県師範学校
- 1877年
  - 1月12日：津師範学校、山田師範学校との合併により三重県師範学校と改称。
  - 8月：修業年限を下等1年・上等1年に変更。
- 1878年7月：津 西堀端の新校舎に移転（現・津市西丸之内）。
- 1880年7月6日：天皇行幸。
  - 1940年7月6日、同窓会により「明治天皇臨幸記念碑」建立。
- 1882年6月：師範学校教則大綱により規則改正。
  - 初等科（1年）・中等科（2年半）・高等科（4年）を設置。

#### 三重県尋常師範学校
- 1887年3月：師範学校令により三重県尋常師範学校と改称。
  - 本科4年制。

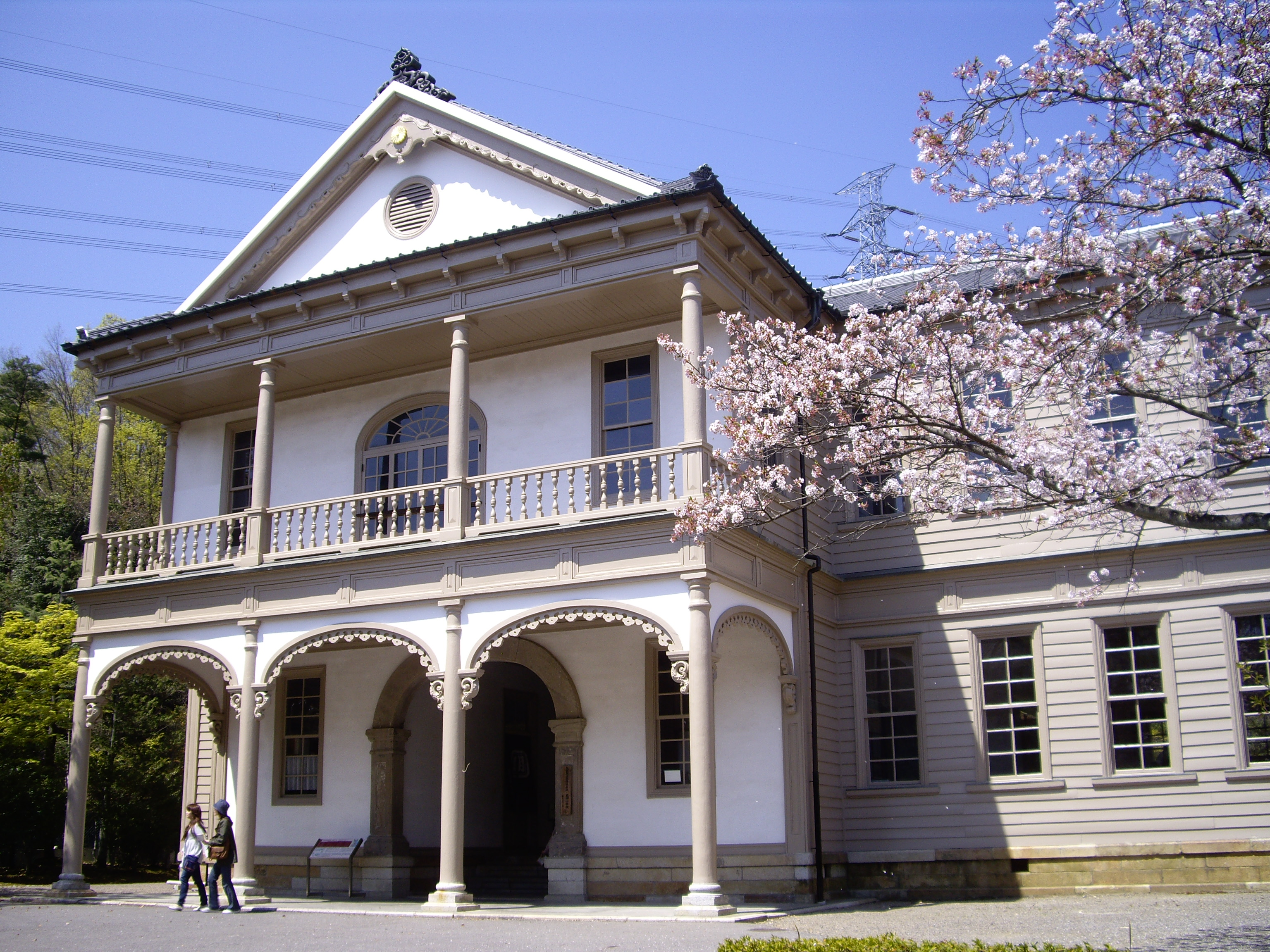
旧・丸之内校舎の一部（1888年 - 1928年。現在は博物館明治村所蔵）

- 1888年10月：津 丸之内の新校舎に移転（現・津市役所付近）。
- 1889年4月：小学校教員講習所を併置（修業年限1年半）。
- 1893年4月：簡易科を設置（修業年限2年4ヶ月。1904年7月廃止）。
- 1894年4月：小学校教員講習所を（改正）講習科に改組（修業年限1年半）。

#### 三重県師範学校
- 1898年4月：師範教育令により三重県師範学校と改称。
- 1901年
  - 5月：女子講習科を設置（修業年限2ヶ月）。
  - 9月：女子部を開設。
  - 女子講習科修了者はほとんどが女子部に進学した。
- 1903年
  - 1月：星校長、教科書疑獄事件で取調を受ける。
    - 無罪となったが休職。岡山県師範学校へ転じる。

  - 4月：校訓「誠」制定。
- 1904年4月：女子部を三重県女子師範学校として分離。
- 1908年
  - 2月：校歌制定。『朝雲高し神路山』（作詞：佐佐木信綱 、作曲：小山作之助）。
  - 3月：学則改正。
    - 本科第一部 （4年制、15歳以上対象）・本科第二部（1年制、中学卒対象）を設置。予備科は設置されず。
- 1920年10月：生徒同人誌 『血』 発禁事件。
- 1925年5月：本科第一部を5年制に変更。
- 1926年4月：専攻科を設置（1年制）。
- 1931年
  - 3月：丸之内校舎改築竣工。
    - 旧本館建物は名賀郡蔵持村（現・名張市）に移築され、小学校として使用。[1]

  - 4月：本科第二部を2年制に延長。
- 1937年12月：『郷土教育資料 : 興村の実際』を刊行。
- 1939年4月：本科第二部に大陸科を設置。
- 1940年5月：大陸科寄宿舎「文武寮」開設（安濃郡安東村）。
  - 従来の寄宿舎を「誠之寮」と命名。

#### 三重県女子師範学校
- 1901年
  - 5月：三重県師範学校に女子講習科を設置（修業年限2ヶ月）。
  - 9月：三重県師範学校に女子部を開設。
- 1904年
  - 4月1日：三重県師範学校女子部を分離、三重県女子師範学校開校。
    - 修業年限3年、15歳以上対象。

  - 5月：鈴鹿郡亀山町東町（現・亀山市本町、市立亀山東小）の新校舎に移転。
- 1907年頃：校長排斥ストライキ事件。
  - 第2代 秋鹿校長の就任とともに教諭数名が転出となったことに抗議。校長転出、生徒謹慎で決着。
- 1908年3月：本科4年制となる。
- 1910年2月：本科第二部を設置（1年制、高女卒対象）。
- 1925年5月：本科第一部を5年制に変更。
- 1926年4月：専攻科を設置（1年制）。
- 1928年4月：本科第二部を2年制に延長。
- 1933年4月：鈴鹿高等女学校（現・県立亀山高）と校舎共用に。
- 1934年10月：校歌制定（鈴鹿高女と共通）。『鈴鹿の嶺は』（作詞：佐佐木信綱]、作曲：岡野貞一）。

### 官立期

#### 三重師範学校
- 1943年4月1日：三重県師範学校・三重県女子師範学校を統合し、官立三重師範学校設置。
  - 旧三重県師範学校校舎に男子部、旧三重県女子師範学校校舎に女子部を設置。
- 1945年
  - 7月24日：津空襲で男子部校舎ほぼ壊滅。
  - 7月28日：再度の空襲で男子部寄宿舎も全焼。
    - 鉄筋コンクリート造の校舎本館の一部のみ残存。

  - 9月：女子部、授業再開。
  - 10月：男子部、焼け残り校舎を使用して隔週で授業再開。
- 1946年2月：男子部、一志郡香良洲町（現・津市香良洲町）の三重海軍航空隊予科練跡に移転。
  - 丸之内校舎は附属学校が使用した。
- 1947年3月：カトリック女子大接収事件。
  - カトリック系女子大学設立計画で、丸之内校舎が接収されそうになった。校長の拒否で回避。
- 1948年10月：男女共学化。
  - 生徒の希望で旧男子部（香良洲）・旧女子部（亀山）が選択可能に。
- 1949年
  - 4月：事務局、津市丸之内へ復帰。
  - 5月31日：新制三重大学発足。
    - 三重師範学校は青師と共に学芸学部の母体として包括された。旧男子部校舎には香良洲分校、旧女子部校舎には亀山分校が置かれた。
- 1951年3月：三重大学三重師範学校（旧制）、廃止。

## 歴代校長

### 三重県師範学校（前身諸校を含む）
- 椿蓁一郎：1879年7月 - 1880年2月
- 野沢玄宣：1880年 - 1882年
- 伊藤新六郎：1882年 - 1885年5月
- 津田純一：1885年11月 - 1887年2月
- 椿蓁一郎：1887年2月25日 - 1888年8月10日[2]
- （心得）桑原護一：1888年8月 - 1888年10月
- 大野徳孝：1888年10月20日 - 1890年2月
- 菅沼政経：1890年3月 - 1892年3月18日
- 長倉雄平：1892年4月1日 - 1896年9月14日
- 深井弘：1896年9月14日 - 1897年2月22日
- 豊岡俊一郎：1897年2月27日 - 1899年6月28日
- 山高幾之丞：1899年6月28日 - 1902年2月24日
- 星菊太：1902年2月24日 - 1903年1月4日休職
- （心得）水谷兵四郎：1903年1月 - 1903年4月
- 根岸福弥：1903年4月1日 - 1906年6月2日
- 相沢英二郎：1906年6月2日 - 1913年5月31日
- 真崎誠：1913年5月31日 - 1919年11月
- 高藤太一郎：1919年12月 - 1923年3月31日[3]
- 三井政善：1923年3月31日[3] - 1935年10月
- 立川伊三郎：1935年10月 - 1938年4月
- 福田謹四郎：1938年4月 - 1942年3月
- 木暮安水：1942年4月 - 1943年3月

### 三重県女子師範学校
- 生駒恭人：1904年3月19日 - 1906年9月1日死去
- 秋鹿見橘：1906年9月25日 - 1907年6月14日
- 小山光彦：1907年6月14日 - 1915年4月27日
- 東基吉：1915年4月27日 - 1917年7月6日
- 三溝升一：1917年7月6日 -
- 堀田要三郎
- 中川竹次郎：1932年4月 -
- 前田恒治

### 官立三重師範学校
- 杉山隆二：1943年4月1日[4] - 1945年11月24日[5]
  - 前・山梨高等工業学校教授。山梨師範学校校長に転じた。
- 長谷川亀太郎：1945年11月24日[5] - 1947年8月
  - 富山師範学校校長に転じた。
- 伊東法俊：1947年8月 - 1951年3月
  - 新制三重大学学芸学部 初代学部長

## 校地の変遷と継承

### 三重師範学校男子部
前身の三重県師範学校から引き継いだ津市丸之内殿町（現・西丸之内）の校地を使用した。丸之内校地は 1945年7月の空襲で本館を残して壊滅した。1945年10月の授業再開時は焼け残りの校舎を利用して隔週授業を行なった。1946年2月、一志郡香良洲町（現・津市香良洲町） の三重海軍航空隊予科練跡に移転し、丸之内校地は附属国民学校によって使用された。1949年4月、事務局は丸之内に復帰した。香良洲校地は後身の新制三重大学学芸学部に継承され、学芸学部香良洲分校となった。1951年4月、香良洲・亀山（旧女子部）・松阪（旧青師）の 3分校は丸之内に統合された。三重大学学芸学部は1966年に教育学部と改称後、1969年4月、現在の上浜キャンパスに移転した。現在、丸之内校地の跡地は津市役所となっている。

### 三重師範学校女子部
前身の三重県女子師範学校から引き継いだ鈴鹿郡亀山町東町（現・亀山市本町）の校地を廃止まで使用した。亀山校地は後身の三重大学学芸学部に引き継がれ、学芸学部亀山分校となった。亀山分校は 1951年4月に津市丸之内の学芸学部本校に統合され、跡地は学芸学部附属亀山小学校・中学校に使用された。1952年5月6日、旧女子部校舎は焼失した。学芸学部附属亀山小学校・中学校は1963年3月に廃止され、跡地は亀山市立亀山東小学校となって現在に至っている。

## 著名な出身者
- 榊莫山（書家）
- 浜地文平（衆議院議員、運輸政務次官）
- 長井源（衆議院議員、三重県議会副議長、三重県弁護士会会長、名張毒ぶどう酒事件初代弁護団長）
- 池村平太郎（衆議院議員、旧制中学校長）
- 森本確也（衆議院議員、三重県議会議員、三重県農工銀行頭取）
- 中西幸重（伊勢市長、伊勢市議会議員）